# Amtsgericht Haltern
Das Amtsgericht Haltern war von 1879 bis 1979 ein Amtsgericht mit Sitz in Haltern.

## Geschichte
In Haltern bestand seit 1849 die Gerichtskommission Haltern des Kreisgerichts Coesfeld. Im Rahmen der Reichsjustizgesetze wurden 1879 reichsweit einheitlich Oberlandes-, Land- und Amtsgerichte gebildet.
Das königlich preußische Amtsgericht Haltern wurde mit Wirkung zum 1. Oktober 1879 als eines von 22 Amtsgerichten im Bezirk des Landgerichtes Münster im Bezirk des Oberlandesgericht Hamm gebildet. Der Sitz des Gerichts war die Stadt Haltern.
Sein Gerichtsbezirk umfasste den Stadtbezirk Haltern und das Amt Haltern.
Am Gericht bestand 1880 eine Richterstelle. Das Amtsgericht war damit ein kleines Amtsgericht im Landgerichtsbezirk. Gerichtstage wurden in Stadtlohn gehalten.
Das Amtsgericht Haltern wurde am 31. Dezember 1974 durch das Ruhrgebiet-Gesetz vom 9. Juli 1974 dem Landgericht Essen zugeordnet. Durch das Dritte Gesetz zur Änderung der Organisation der ordentlichen Gerichtsbarkeit vom 11. Juli 1978 wurde es zum 31. Dezember 1979 aufgehoben und sein Sprengel dem Amtsgericht Marl zugewiesen.

## Richter
- Schultz (1879–1881)
- Freiherr von Korff GehJR (1881–1913)
- Adolf Smulte (1913–1935)
- Kauth (1936–1948)
- Marx seit. 1948[5]